# Oenothera parviflora
Oenothera parviflora är en dunörtsväxtart som beskrevs av Carl von Linné. Oenothera parviflora ingår i släktet nattljussläktet, och familjen dunörtsväxter. Inga underarter finns listade i Catalogue of Life.

## Bildgalleri

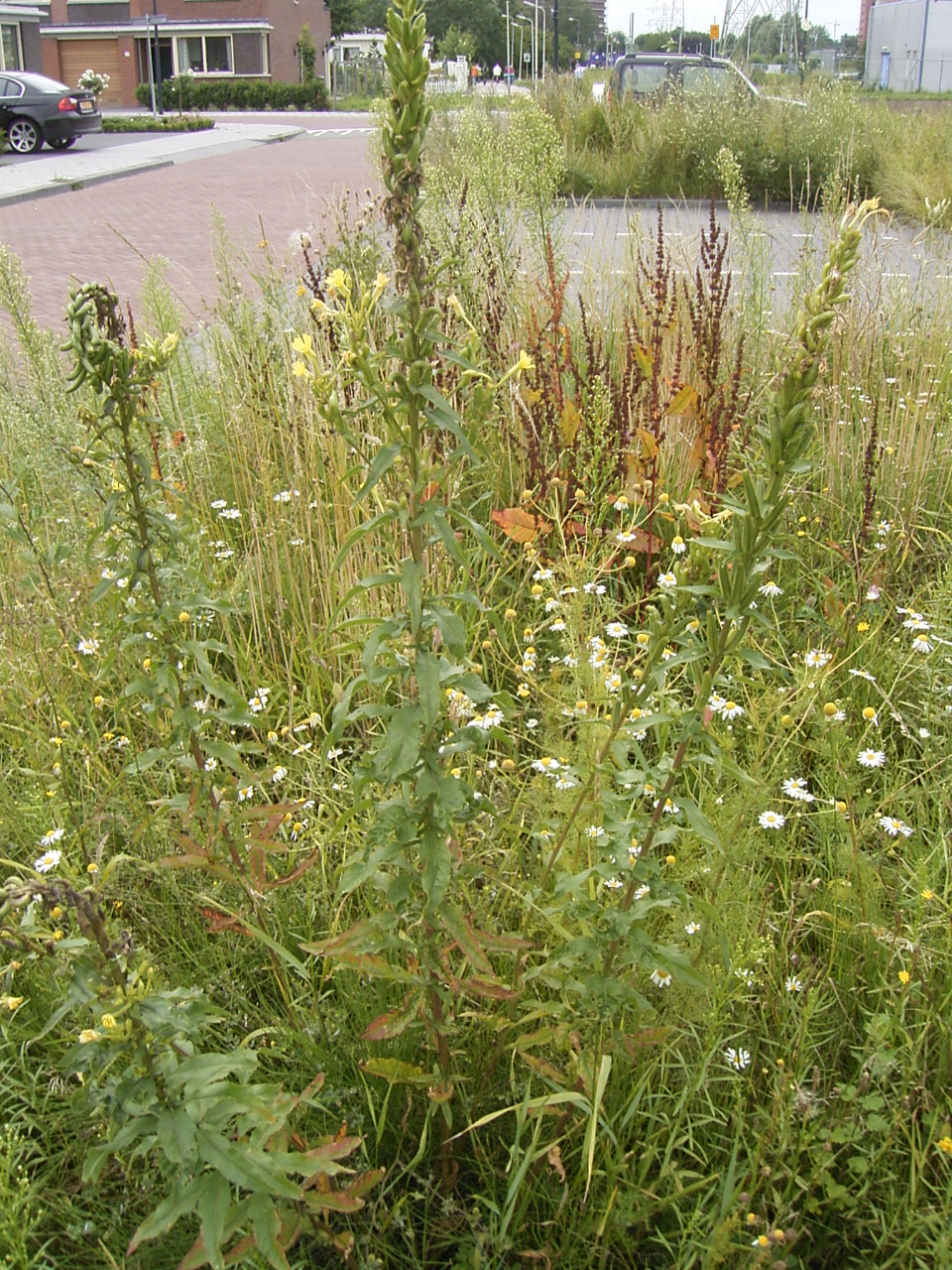
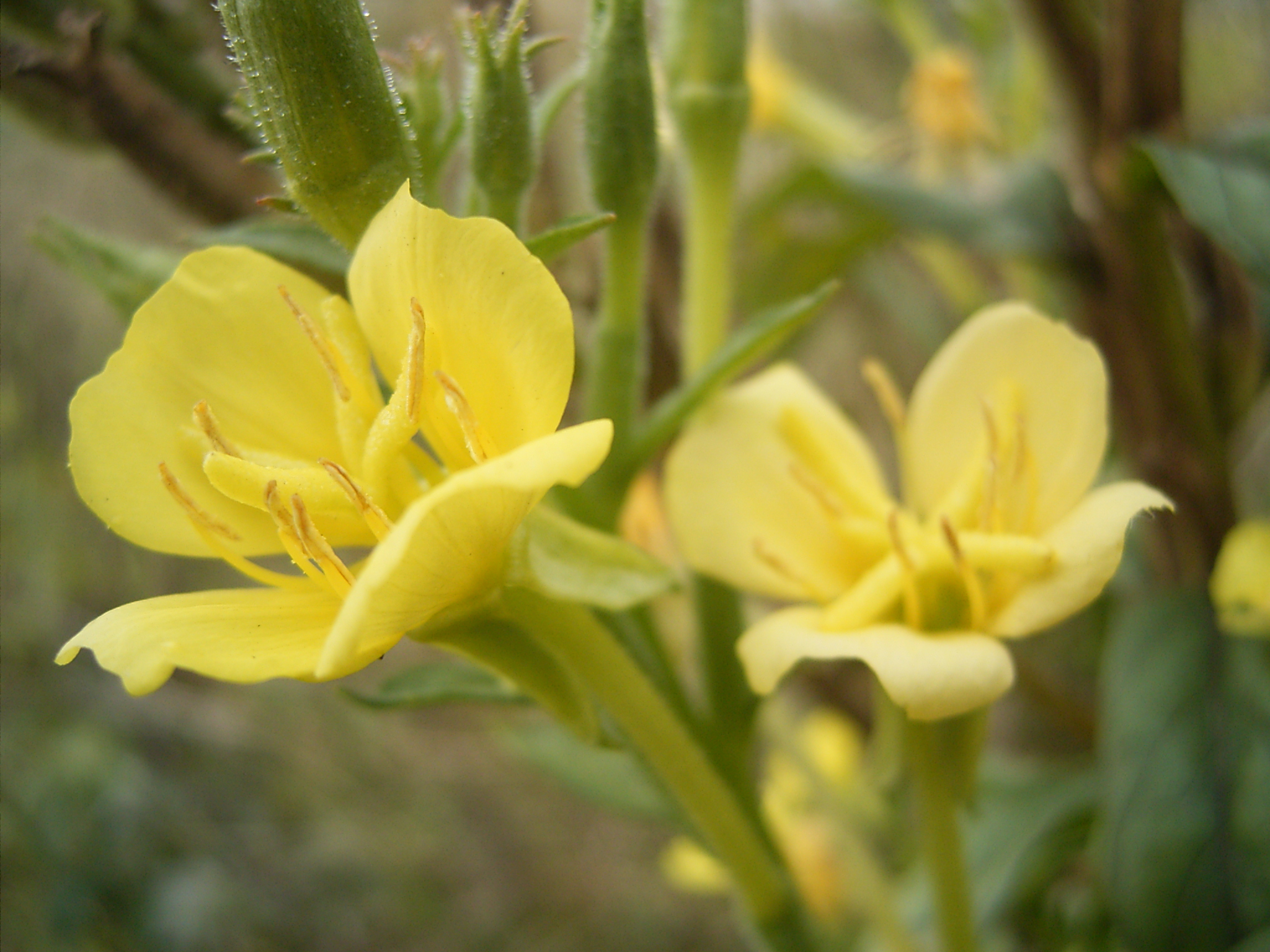
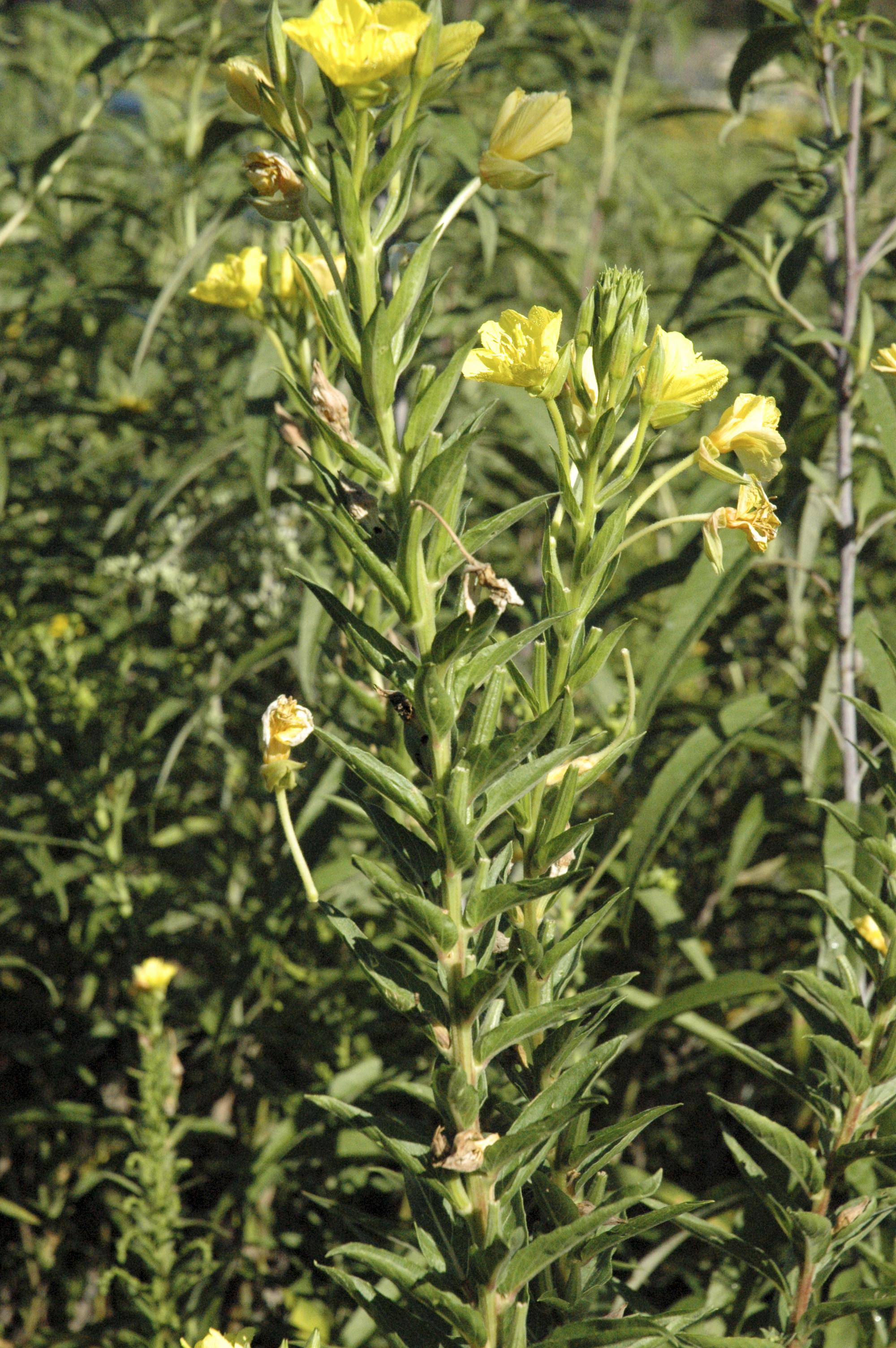
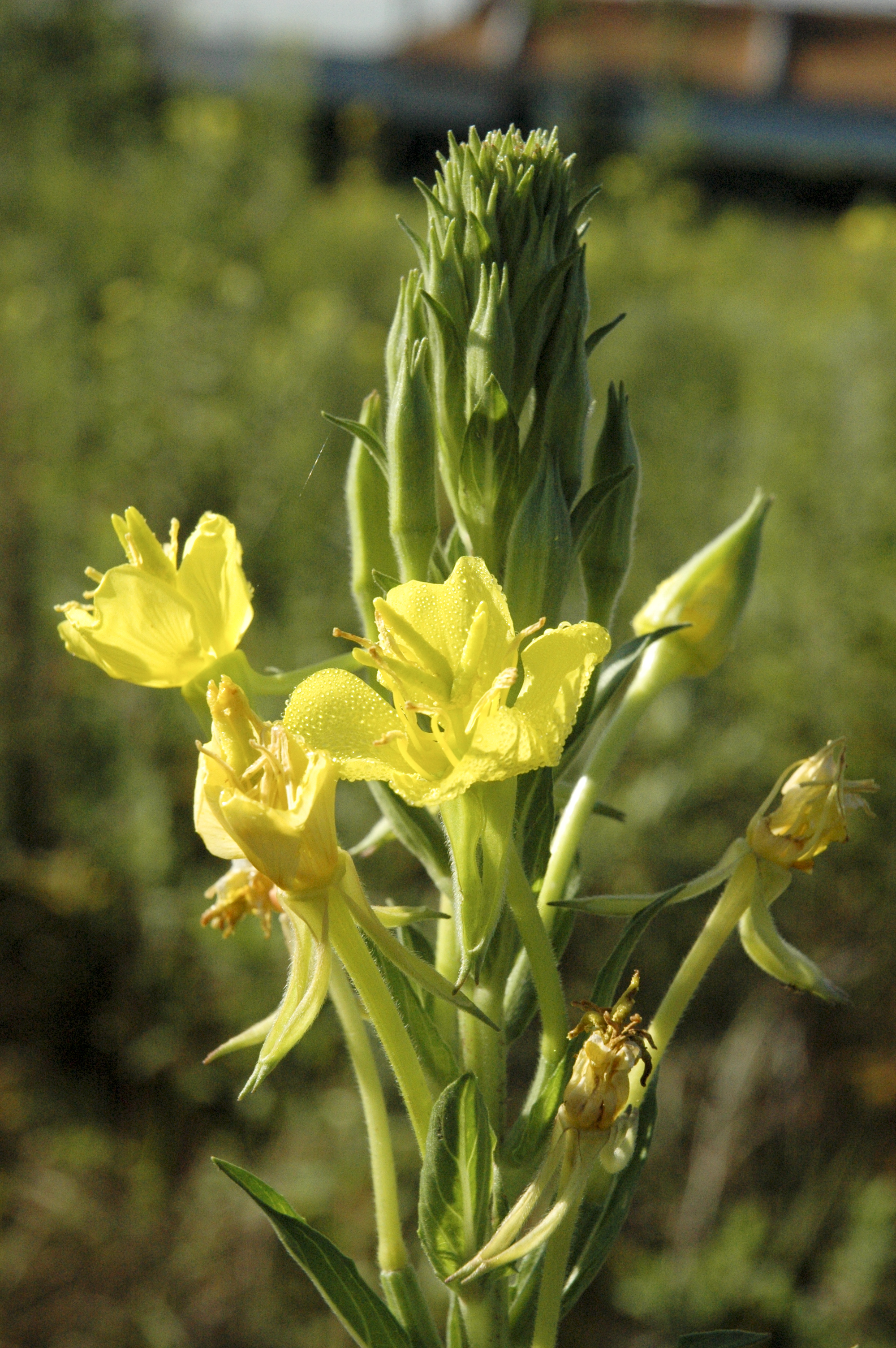
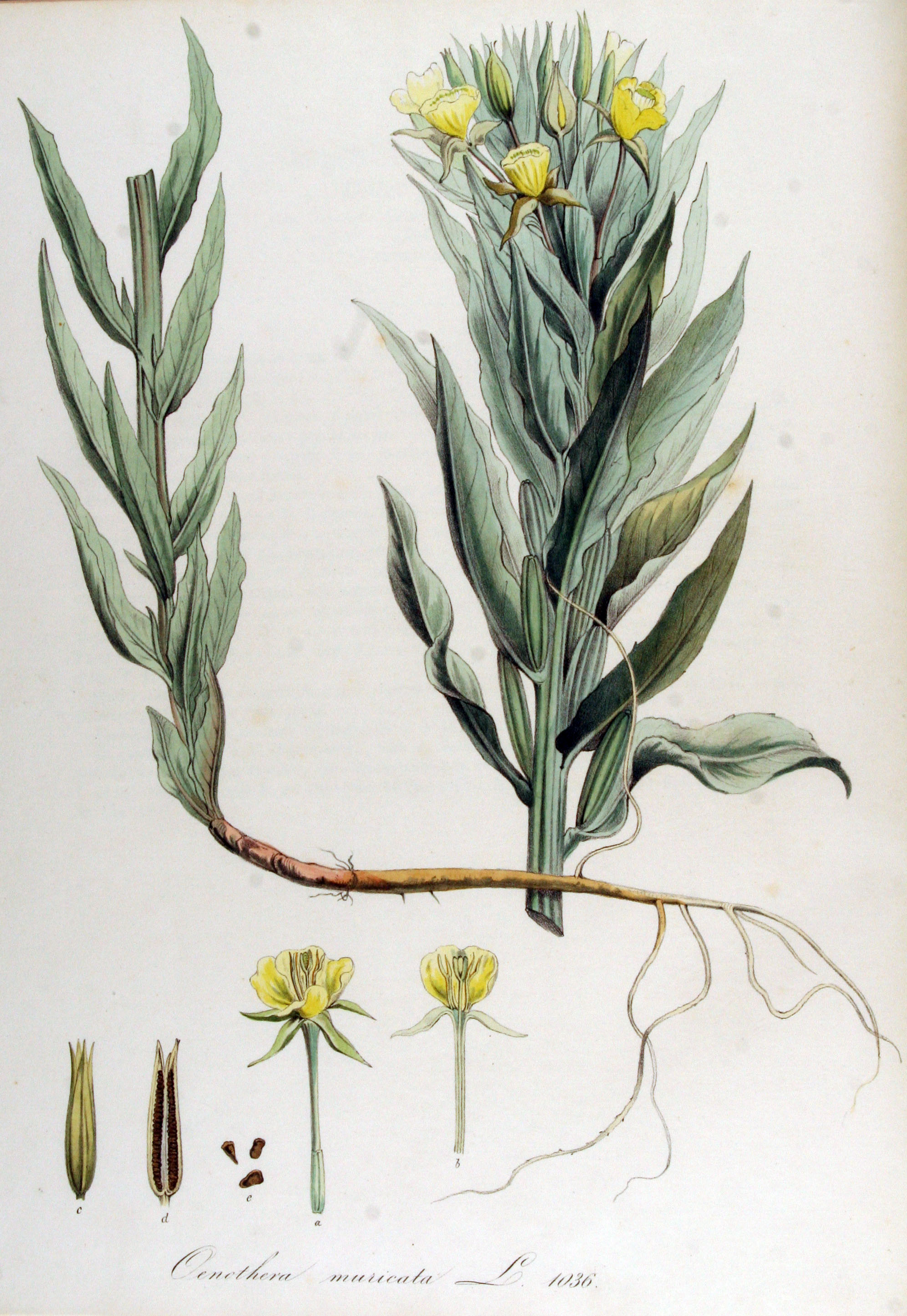